# Storm museet
STORM museet huser de to sammenlagte museer Storm P. og Alhambra.
STORM er det nu samlede "museum for humor og satire". De to museer blev fusioneret i 2021.
STORM indeholder alt fra historiske kunstnere som Storm P., Liva Weel og Dirch Passer til nutidens Roald Als, Casper Christensen og Lisbet Dahl.